# (99994) 1981 EN44
(99994) 1981 EN44 es un asteroide perteneciente al cinturón de asteroides, descubierto el 7 de marzo de 1981 por Schelte John Bus desde el Observatorio de Siding Spring, Nueva Gales del Sur, Australia.

## Designación y nombre
Designado provisionalmente como 1981 EN44.

## Características orbitales
1981 EN44 está situado a una distancia media del Sol de 2,429 ua, pudiendo alejarse hasta 3,116 ua y acercarse hasta 1,743 ua. Su excentricidad es 0,282 y la inclinación orbital 8,012 grados. Emplea 1383,39 días en completar una órbita alrededor del Sol.

## Características físicas
La magnitud absoluta de 1981 EN44 es 15.